# Coloman (heilige)
De heilige Coloman (ook Colmanus, Colomannus) (Ierland, ? – bij Stockerau, 18 oktober 1012) was een Ierse (ook Schotse) koningszoon die op pelgrimsreis naar het Heilige Land bij Stockerau in Oostenrijk gevangen werd genomen en terechtgesteld.

## Geschiedenis
Coloman was als pelgrim op reis naar het Heilige Land toen hij wegens zijn vreemde kledij werd aangehouden bij Stockerau in Neder-Oostenrijk, een streek waar veel schermutselingen tussen Moravië, Bohemen en Oostenrijk plaatsvonden. Omdat men hem ervan verdacht een Boheemse spion te zijn, arresteerde men hem. Na te worden gemarteld werd hij tussen twee moordenaars aan een dorre vlier opgehangen. Deze scène is ook op de 6 bij 4 meter brede stamboom van de Babenbergers te zien, die in de jaren 1489-1492 door Hans Part werd gemaakt. In de tuin van het Sint-Colomanklooster in Stockerau staat een tot boom uitgegroeide vlier die herhaaldelijk opnieuw werd gestekt, naar zeggen van de oorspronkelijke vlier waar men de heilige aan ophing. Naar een minder bekend verhaal werd Coloman echter niet opgehangen, maar doodgeslagen.
Omdat Colomon ter dood veroordeeld werd, kreeg hij geen christelijke begrafenis en liet men hem aan de struik hangen. Zijn lichaam vertoonde echter ook na enige tijd geen ontbindingsverschijnselen en volgens het verhaal werden er al snel talrijke wonderen gerapporteerd. Ten slotte werd Coloman in de buurt van het huidige klooster in de destijds nog relatief nieuwe kerk van Stockerau bijgezet. Bij zijn graf vonden er nog meer wonderen plaats en dat leidde ertoe dat Coloman twee jaar na zijn gewelddadige dood naar de toenmalige residentie van de Babenbergers te Melk werd overgebracht en daar op 13 oktober 1014 werd bijgezet. Tot heden is deze dag de feestdag van Coloman.

## Verering
In 1015 werd het lichaam van Coloman vervoerd naar de abdij van Melk op verzoek van markgraaf Hendrik I, nadat een commissie de wonderen had onderzocht. De dorre boom waaraan Coloman zou hebben gehangen begon midden in de winter weer te bloeien (een tak ervan wordt bewaard in het hoogaltaar van de Franciscaanse kerk te Stockerau).
In mei 1244 schreef paus Innocentius IV aan de bisschop van Passau dat de herdenkingsdag van Coloman op grond van de door hertog Frederik II van Oostenrijk gemelde wonderen in heel Oostenrijk en aangrenzende provincies als feestdag moest worden gevierd. Ondertussen waren de relieken van Coloman naar Hongarije gebracht en koning Géza I van Hongarije vernoemde zelfs een van zijn zonen naar de heilige (Coloman van Hongarije). Later werden de relieken van de heilige Coloman teruggebracht naar de abdij van Melk waar ze nog steeds worden bewaard in een barokke schrijn.
Rudolf IV van Oostenrijk liet in 1362 voor Coloman een pronkvol grafmonument oprichten. Er werden vele kerken en kapellen in Oostenrijk, Zwaben, en Beieren aan hem gewijd. Een van de meest bekende daarvan is de bedevaartskerk Sint-Coloman bij Schwangau in Beieren.

## Feestdag
De feestdag van Sint-Coloman wordt door de rooms-katholieke kerk op 13 oktober gevierd.